# Distretto di Udhampur
Il distretto di Udhampur è un distretto del Jammu e Kashmir, in India, di 738 965 abitanti. È situato nella divisione del Jammu e il suo capoluogo è Udhampur.